# Kostel svatého Mikuláše (Lískovice)
Kostel svatého Mikuláše je římskokatolický, filiální, bývalý farní, orientovaný kostel v obci Lískovice. Je chráněn od 13. 9. 1993 jako kulturní památka České republiky.

## Historie
Gotický kostel je poprvé zmiňován roku 1350, ale dá se předpokládat, že je starší, neboť obec je připomínána roku 1295. V roce 1563 bylo průčelí vyzděno renesančním etážovým štítem. Obnoven byl roku 1787. Farním se kostel stal roku 1829. Restaurován byl roku 1923. V jižní stěně lodi je dochován gotický portál. Mimo sanktusník má novou šindelovou střechu, bylo opravena statika a fasáda. Sakristie kostela byla ubourána v roce 1902.

## Architektura
Významný kostel gotického původu s cenným portálem a pozdně renesančním etážovým štítem. Je nejlépe dochovaným venkovským gotickým kostelem v Pocidliní.

## Bohoslužby
Pravidelné bohoslužby se v kostele nekonají.